# Miloš Bajalica
Miloš Bajalica (nacido el 15 de diciembre de 1981) es un futbolista serbio que se desempeña como defensa.
Jugó para clubes como el OFK Belgrado, Estrella Roja de Belgrado, Nagoya Grampus y Kyoto Sanga FC.

## Trayectoria

### Clubes
| Club                      | País   | Año         |
| ------------------------- | ------ | ----------- |
| FK Kneževac Beograd       | Serbia | 2000 - 2002 |
| OFK Belgrado              | Serbia | 2002 - 2007 |
| FK Njegoš Lovćenac        | Serbia | 2003        |
| Estrella Roja de Belgrado | Serbia | 2007        |
| Nagoya Grampus            | Japón  | 2008 - 2009 |
| Henan Jianye              | China  | 2010        |
| Beijing Renhe             | China  | 2010 - 2011 |
| Kyoto Sanga FC            | Japón  | 2012 - 2015 |
| OFK Radnicki              | Serbia | 2016 -      |